# NK Rudar Velenje
A Rudar Velenje szlovén labdarúgócsapat, melyet 1948-ban alapítottak Velenjében. Jelenleg a szlovén élvonalban szerepel.
Legnagyobb sikerét 1998-ban jegyezte, amikor megnyerte a szlovén kupát.

## Sikerei
Szlovénia
- Szlovén labdarúgó-bajnokság (1. SNL)

Bronzérmes (3 alkalommal): 1999, 2001, 2009
- Szlovén kupa (Pokal NZS)

Győztes (1 alkalommal): 1998

## Eredményei

### Bajnoki múlt
A Rudar Velenje helyezései a szlovén labdarúgó-bajnokság élvonalában.
| Idény   | Helyezés |
| ------- | -------- |
| 1991–92 | 12. hely |
| 1992–93 | 9. hely  |
| 1993–94 | 9. hely  |
| 1994–95 | 7. hely  |
| 1995–96 | 7. hely  |
| 1996–97 | 8. hely  |

| Idény   | Helyezés |
| ------- | -------- |
| 1997–98 | 7. hely  |
| 1998–99 | 3. hely  |
| 1999–00 | 3. hely  |
| 2000–01 | 8. hely  |
| 2001–02 | 8. hely  |
| 2002–03 | 11. hely |

| Idény   | Helyezés |
| ------- | -------- |
| 2005–06 | 10. hely |
| 2008–09 | 3. hely  |
| 2009–10 | 7. hely  |
| 2010–11 | 6. hely  |
| 2011–12 | 6. hely  |
| 2012–13 | 7. hely  |

### Európai kupákban

#### Összesítve
| Kupa                              | M  | GY | D | V | LG–KG |
| --------------------------------- | -- | -- | - | - | ----- |
| Európa-liga                       | 4  | 2  | 0 | 2 | 6–6   |
| Kupagyőztesek Európa-kupája (KEK) | 4  | 1  | 1 | 2 | 2–2   |
| Intertotó-kupa                    | 8  | 0  | 3 | 5 | 7–13  |
| Összesítve                        | 16 | 3  | 4 | 9 | 15–21 |

#### Kupagyőztesek Európa-kupája (KEK)
| kupa           | Szezon    | Forduló      | Klub                   | 1. mérk. | 2. mérk. | Össz. |
| -------------- | --------- | ------------ | ---------------------- | -------- | -------- | ----- |
| Intertotó-kupa | 1995      | Csoportkör   | Tottenham Hotspur      | 1–2      | 1–2      | 1–2   |
| Intertotó-kupa | 1995      | Csoportkör   | Östers IF              | 1–3      | 1–3      | 1–3   |
| Intertotó-kupa | 1995      | Csoportkör   | 1. FC Köln             | 0–1      | 0–1      | 0–1   |
| Intertotó-kupa | 1995      | Csoportkör   | FC Luzern              | 1–1      | 1–1      | 1–1   |
| KEK            | 1998–1999 | Selejtezőkör | Constructorul Chișinău | 2–0      | 0–0      | 2–0   |
| KEK            | 1998–1999 | 1. forduló   | Varteks Varaždin       | 0–1      | 0–1      | 0–2   |
| Intertotó-kupa | 1999      | 1. forduló   | Halmstads BK           | 0–0      | 2–2      | 2–2   |
| Intertotó-kupa | 1999      | 2. forduló   | Austria Lustenau       | 1–2      | 1–2      | 2–4   |
| Európa-liga    | 2009–2010 | Selejtezőkör | Narva Trans            | 3–0      | 3–1      | 2–0   |
| Európa-liga    | 2009–2010 | 1. forduló   | Crvena zvezda          | 0–1      | 0–4      | 0–5   |

Megjegyzés: Az eredmények minden esetben a Rudar Velenje szempontjából értendők, a dőlten írt mérkőzéseket pályaválasztóként játszotta.

## Külső hivatkozások
- A Rudar Velenje hivatalos honlapja (szlovénül)
- A Rudar Velenje adatlapja az uefa.com-on (angolul)
- A Rudar Velenje adatlapja a Prva Liga oldalán (szlovénül)